# 国检集团

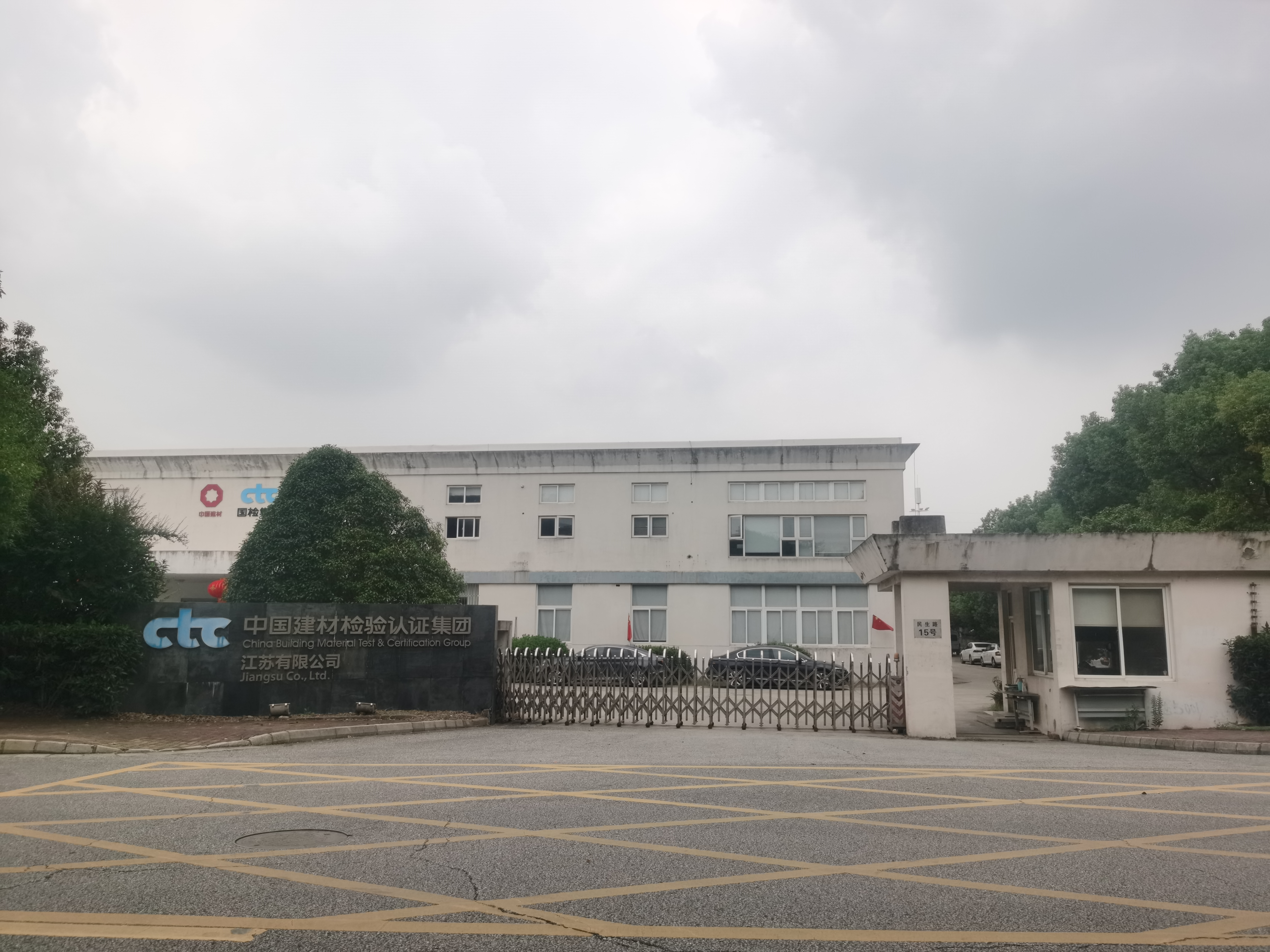
国检集团江苏有限公司，位于江苏省苏州工业园区

中国国检测试控股集团股份有限公司，簡稱中国国检测试控股集团股份、中国国检测试控股集团（英語：China Building Material Test & Certification Group Co.,Ltd.，上交所：603060，简称：国检集团），前称中国建材检验认证集团股份有限公司，是一间于上海证券交易所上市的公司。其前身「國家建築材料測試中心」于1984年在北京成立。现时，该公司在中國內地經營建材构成检验检测、认证、安全生产技术服务、检验仪器设备研发销售及标准物质/标准样品研发销售服务。
控股公司為中國建築材料集團有限公司。
股份在2016年11月9日於上海證券交易所上市。招股價為10.04元人民幣。發行新股為5,500 万股，集資額為5.52億元人民幣。

## 連結
- http://www.ctc.ac.cn/（页面存档备份，存于）